# Stilobezzia latiunguis
Stilobezzia latiunguis är en tvåvingeart som beskrevs av Clastrier 1985. Stilobezzia latiunguis ingår i släktet Stilobezzia och familjen svidknott.
Artens utbredningsområde är Guinea. Inga underarter finns listade i Catalogue of Life.